# 국토

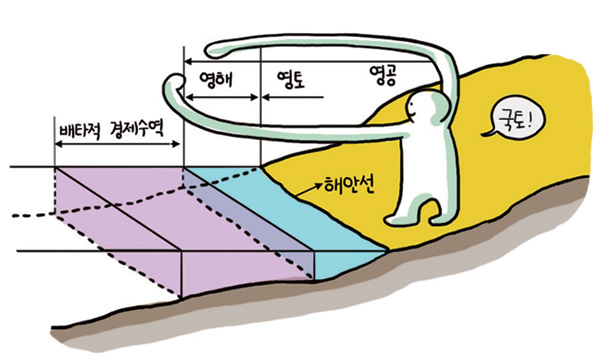
국토의 범위: 영토, 영공, 영해를 모두 포함하는, 주권이 미치는 영역

국토(國土)는 국가의 주권이 미치는 영역으로 외부의 침입으로부터 보호되어야할 배타적인 영역이다.

한자로 풀이하면 '나라의 땅'이라는 뜻이지만 땅만을 말하는 것은 아니라, 국경선을 통해 그 범위를 나타낸 영토(領土), 영해(領海), 영공(領空)으로 구성되어 있다. 여기엔 모두 다스릴 영/령(領)자가 쓰이는데, 이는 특정국의 주권이 미치는 식민지를 00령이라 하듯이 령(領)은 주권이 미치는 곳을 말하기 때문이다. 즉, 영토, 영해, 영공도 국가의 주권이 미쳐서 다스릴 수 있는 한 국가의 땅과 바다, 하늘이라는 뜻이다.
국토는 항상 고정된 것은 아니다. 예를 들어 간척사업이나 해수면 상승 등으로 영토가 변할 수 있고 그러면 영토를 기선으로 하는 영해나 영공도 따라서 달라지게 된다.
국토가 경제적 개념으로 사용될 때에는 국민생산 활동의 기반을 뜻한다.
또한 국토는 국민의 생활공간이자 삶의 터전이며 국가 구성의 기본요소이다. 국토는 국가에서 국민이라고 하는 인적 자산의 존재와 함께 빼놓을 수 없는 개념이다. 국민과 국토의 어느 쪽이 빠져도 일반적으로 국가로서 인식되지 않는다. 국토는 지형, 기후, 생물과 같은 자연요소와 역사, 문화, 산업과 같은 인문적 요소로 구성된다.
국토에서는 광물 자원을 얻을 수 있으며, 농업을 하고 음식을 얻거나 국민의 주거를 만들거나 혹은 공공의 이익을 위한 여러 가지 시설을 설치할 수 있다.
대한민국의 영토는 지표면 상의 영역으로 한반도와 3,400여 개에 이르는 섬이고 영해는 기선으로부터 12해리에 이르는 바다를 말한다.

## 같이 보기
- 국가
- 국민
- 영토
- 주권